# گارسیا کاستانی
گارسیا کاستانی (انگلیسی: García Castany؛ ۳۰ اوت ۱۹۴۸ – ۱۶ ژوئن ۲۰۲۲) بازیکن فوتبال و مربی فوتبال اهل اسپانیا بود. او برای سی دی کوندال، بارسلونا و رئال ساراگوسا در پست هافبک بازی کرد. در سال ۱۹۷۱ با بارسلونا در جام حذفی اسپانیا کوپا دل ری قهرمان جام شد.